# Криенс, Ханс-Йорг
Ханс-Йорг Кри́енс (нем. Hans-Jörg Criens; 18 декабря 1960, Нойс, Северный Рейн-Вестфалия — 26 декабря 2019, Мёнхенгладбах, Северный Рейн-Вестфалия) — западногерманский и немецкий футболист, игравший на позиции нападающего.

## Биография

### Игровая карьера
Криенс в течение 13 сезонов играл за мёнхенгладбахскую «Боруссию». Всего в Бундеслиге сыграл 290 матчей и забил 92 гола. Криенс является третьим бомбардиром в истории «жеребрят» после Юппа Хайнкеса (195 голов) и Герберта Лаумена (97). В 1993 году перешёл в «Нюрнберг», в составе которого отыграл два сезона и в 1995 году завершил карьеру.

### Смерть
Скончался 26 декабря 2019 года от сердечного приступа в возрасте 59 лет.